# Парламентские выборы во Франции (1993)
Парламентские выборы 1993 года во Франции состоялись 21 марта и 28 марта. На них было избрано 10-oe Национальное собрание Пятой республики.

## Контекст выборов и их последствия
С 1988 президент Франсуа Миттеран и его социалистический кабинет министров опирался на парламентское большинство. Однако без поддержки коммунистов премьер-министр Мишель Рокар попытался привлечь на свою сторону правоцентристскую партию Союз за французскую демократию (UDF) и включил в свой кабинет четырёх политиков из UDF. Однако, они не смогли убедить свою партию в необходимости коалиции с социалистами и вышли из правительства в 1991 вместе с Мишелем Рокаром.
Социалистическая партия была ко времени выборов ослаблена многочисленными скандалами, в том числе коррупционными, и противостоянием основных лидеров партии и возможных преемников Миттерана Лионеля Жоспена и Лорана Фабиюса. Премьер-министр Эдит Крессон была заменена на Пьера Береговуа, который обещал бороться с экономическими проблемами и коррупцией. Однако, он сам был обвинён в коррупции и покончил с собой 1 мая 1993 года.
Парламентские выборы закончились поражением социалистов. Лидер Жак Ширак потребовал отставки Миттерана и отказался сам занять место премьер-министра. Таким образом, бывший министр экономики Эдуар Балладюр стал премьер-министром от партии Объединение в поддержку республики (RPR), опираясь на значительное парламентское большинство. Такое его сожительство с социалистом Миттераном продолжалось до президентских выборов 1995 года.

## Результаты

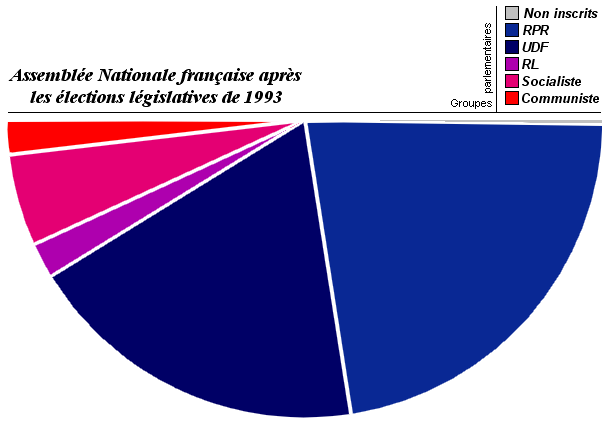
Распределение голосов по партиям.

| Партии и коалиции                              | Партии и коалиции                                                     | Сокр. | Голоса (тур 1) | % (тур 1) | Места (тур 2) |
| ---------------------------------------------- | --------------------------------------------------------------------- | ----- | -------------- | --------- | ------------- |
|                                                | Объединение в поддержку республики (Rassemblement pour la République) | RPR   | 5 188 196      | 20.4      | 242           |
|                                                | Союз за французскую демократию (Union pour la démocratie française)   | UDF   | 4 855 274      | 19.1      | 207           |
|                                                | Прочие правые партии                                                  | DVD   | 1 199 887      | 4.7       | 36            |
|                                                | Всего «Союз за Францию» (правые)                                      |       | 11 243 357     | 44,2      | 485           |
|                                                | Социалистическая партия (Parti socialiste)                            | PS    | 4 476 716      | 17,6      | 53            |
|                                                | Коммунистическая партия (Parti communiste français)                   | PCF   | 2 336 254      | 9,2       | 24            |
|                                                | Прочие левые партии                                                   | DVG   | 457 193        | 1.8       | 8             |
|                                                | Движение левых радикалов (Mouvement des radicaux de gauche)           | MRG   | 228 758        | 0.9       | 6             |
|                                                | Всего «Президентское большинство» (Левые)                             |       | 7 498 921      | 29,5      | 91            |
|                                                | Национальный фронт (Front national)                                   | FN    | 3 159 477      | 12,4      | -             |
|                                                | Экологисты                                                            | ECO   | 1 944 170      | 7.6       | -             |
|                                                | Остальные                                                             |       | 1 144 170      | 4.5       | 1             |
|                                                | Крайне левые                                                          |       | 451 804        | 1,8       | -             |
|                                                | Всего                                                                 |       | 25 442 403     | 100       | 577           |
| Не участвовало: 31,1 % (тур 1); 32,5 % (тур 2) |                                                                       |       |                |           |               |